# Яр Погібна
Яр Погібна — балка (річка) в Україні у Тальнівському районі Черкаської області. Ліва притока річки Гірського Тікичу (басейн Південного Бугу).

## Опис
Довжина балки приблизно 2,74 км, найкоротша відстань між витоком і гирлом — 2,39  км, коефіцієнт звивистості річки — 1,16 .

## Розташування
Бере початок на південно-західній стороні від села Соколівочка. Тече переважно на південний захід через південно-східну частину міста Тальне і впадає у річку Гірський Тікич, праву притоку річки Тікичу.

## Цікаві факти
- У верхів'ї балку перетинає автошлях Т 2407[3] (територіальний автомобільний шлях у Черкаській області. Проходить територією Черкаського району від перетину з Н01 до Кам'янки. Загальна довжина — 2,3 км.).
- У XX столітті на балці існували газгольдери та газові свердловини[2].